# 香便文
香便文（Benjamin Couch Henry ，1850年7月9日—1901年6月21日），美北长老会传教士，他广州是岭南大学的创始人之一，也是岭南学堂第二任监督（1893-1895年）。
1850年7月9日，香便文生于美国宾夕法尼亚州的夏普斯堡（Sharpsburg），父亲是当地教会的长老。他于1870年毕业于普林斯顿大学，1873年毕业于普林斯顿神学院，同年10月与斯尼德小姐（Mary W. Snyder）结婚。11月，新婚夫妇由美北长老会派遣，启航前往中国传教，驻广州，以后一直在广东包括海南岛传教，共26年，直到1899年。一年之后，他就能用粤语讲道，他负责广州的一所教堂，又在广东各地巡回布道。又把《旧约圣经》中的一部分翻译成粤语。1884年回国休假期间，香便文向差会呼吁，在广州建一所教会大学。差会授权他和哈巴（A.P. Happer, 1818-1894）二人筹建。1888-1890年，哈巴出任岭南大学前身格致书院（Christian College）的第一任学监（校长）。1893-1895年，香便文博士任岭南学堂第二任监督。此后由那夏礼（Henry V. Noyes, 1836-1914）接任。1889年，纽约大学授予香便文荣誉神学博士（Doctor of Divinity, D.D.）。
香便文在广东及海南的考察中，收集了很多植物标本，发现了55个新物种。
香便文夫妇由于长期超负荷工作，相继病倒。1899年5月，香便文夫妇返回美国，11月17日，香便文之妻去世。1901年6月21日，香便文也去世。
他的儿子香雅各（James M.Henry）1924年-1927年担任岭南大学最后一任外籍校长。

## 著作
- The Cross and the Dragon（《基督教与中国》, 1885）
- Ling-Nam（Interior View of Southern China，《岭南纪行》，1886）